# Protoplastenkultur

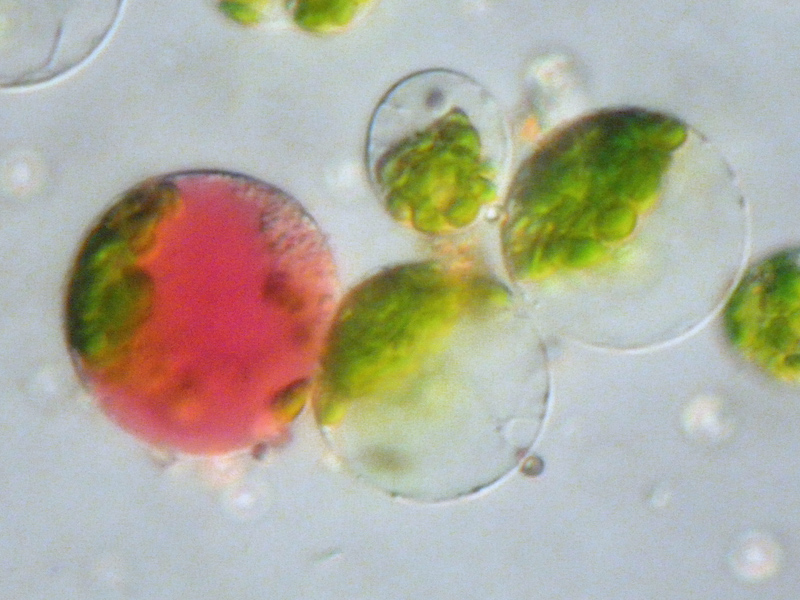
Fusionierter Protoplast (links) mit Chloroplasten aus einer Blattzelle und gefärbter Vakuole aus einer Blütenzelle.

Die Protoplastenkultur ist eine Methode der pflanzlichen Zell- und Gewebekultur in biotechnologisch arbeitenden Labors.
Enzymatisch werden die Makromoleküle der Zellwände isolierter Einzelzellen durch Hydrolyse entfernt, um so nackte Zellen zu gewinnen. Um eine Lyse der Zellen zu vermeiden, erfolgt die Herstellung der Kulturen in einer hypertonischen Lösung.
Genutzt wurde das Verfahren zur Untersuchung und Aufklärung der Vorgänge bei der Zellwandregeneration und der Zellwandstrukturen. Der Nährstofftransport durch das Plasmalemma ohne den Einfluss der Zellwand wurde ebenfalls an Protoplastenkulturen untersucht. In erster Linie zielen Arbeiten mit diesem System auf die Erzeugung von Interspecies-Hybridisierungen (z. B. Tomoffel) ab, welche auf sexuellem Weg nicht zu erreichen sind. Aus den so durch Protoplastenfusion erzeugten Protoplasten können über somatische Embryogenese intakte, fertile Pflanzen erzeugt werden. Neben der Pflanzenregeneration können die Protoplasten auch transformiert werden um transgene Pflanzen zu erzeugen.